# San Juan de Abangares
San Juan es un distrito del cantón de Abangares, en la provincia de Guanacaste, de Costa Rica.

## Geografía
San Juan cuenta con un área de 107,47 km² y una altitud media de 179 m s. n. m.

## Demografía
Para el año 2022, San Juan cuenta con una población estimada de 1637 habitantes, y para el último censo efectuado, en 2011, San Juan contaba con una población de 1585 habitantes.

## Localidades
- Cabecera: San Juan Grande
- Poblados: Arizona, Congo, Nancital, Portones, Pozo Azul, Rancho Alegre (parte), Lourdes (Rancho Ania) (parte), Tierra Colorada, Vainilla.

## Transporte

### Carreteras
Al distrito lo bordea la siguiente ruta nacional de carretera:
- Ruta nacional 1 (Interamericana Norte)